# Shane Haddad
Shane Haddad est une romancière française née à Paris en octobre 1996. Ses deux premiers romans publiés chez P.O.L sont remarqués par la presse. Shane Haddad est saluée pour sa capacité à capturer les émotions complexes et les tensions qui habitent ses personnages, souvent jeunes et tourmentés, offrant un regard singulier sur la jeunesse contemporaine,. En plus de ses romans, elle est également dramaturge.
Son travail explore des thèmes profonds, souvent sombres, comme la précarité et la quête de sens, mais toujours avec une sensibilité particulière à la condition humaine et à ses contradictions. Le style littéraire de Shane Haddad est décrit comme intense, poétique et rythmé. Elle utilise une langue proche de l’oralité, marquée par des phrases courtes et saccadées, ce qui donne à ses textes une tonalité vive et parfois déroutante. Ses récits se concentrent sur l’intériorité des personnages et les émotions complexes, avec une attention particulière aux relations humaines, à l’amour, au désir et à l’errance.

## Biographie
Née à Paris, d’un père producteur de films publicitaires et d’une mère attachée de presse dans le monde de la mode, Shane Haddad a grandi entre deux cultures, française et tunisienne, et deux religions, catholique et juive. Elle est diplômée du Master Création littéraire de l’université Le Havre Normandie et de l’École Supérieure d’Art et Design du Havre (ESADHaR) après un passage en hypokhâgne-khâgne spécialité théâtre suivi d'une licence de Théâtre à l'université Sorbonne-Nouvelle. Elle effectue en 2023 un service civique en médiation au centre régional d’art contemporain du Havre, Le Portique.
Ses romans traduisent les émotions et les angoisses de sa génération et ses engagements féministes et écologiques. Elle souhaite donner la parole aux femmes, les remettre au centre de l'histoire et explique ne plus lire que des livres écrits par des femmes car l'université et le lycée n'en proposaient aucun.
Elle est lauréate du Prix du jeune écrivain en 2020 pour sa nouvelle Toni la fille éditée dans le recueil Noir (Buchet-Chastel) qu'elle va développer dans son premier roman Toni tout court, publié en janvier 2021 chez P.O.L.. Elle y raconte la journée d'une jeune femme de 20 ans, le jour de son anniversaire et du match de foot qu'elle a tant attendu. L'entrée dans le stade face aux supporters est une métaphore de l'entrée dans sa vie d'adulte. L'écriture, à la première et à la troisième personnes, fait se succéder de courtes phrases par association d’idées, montrant la confusion entre l’intériorité de la narratrice, ses obsessions et son environnement. Le roman a été sélectionné pour le Grand Prix RTL-Lire 2021.
Son second roman, Aimez Gil, publié en aout 2024, est l'histoire de Gil, jeune fille de 25 ans et de sa relation avec ses 2 amis Mathias et Mathieu, trio ambivalent dont l'histoire finit mal. C'est par la fin, l'enterrement de Mathias, que commence le roman. Le lien avec le film Jules et Jim se retrouve également dans le titre du roman (M et Gil). Ce second roman est sélectionné pour le Prix littéraire Le Monde 2024, le prix Méduse 2024, le prix Alain Spiess, le prix Patrimoines Louvre 2024 , le prix Médicis 2024, le prix du Livre Inter.
En tant que dramaturge, Shane Haddad a notamment co-écrit une pièce intitulée Le Combat du siècle n’a pas eu lieu, en collaboration avec la metteuse en scène Juliette Fribourg. Cette pièce aborde des thèmes tels que le journalisme, le tennis, la rivalité et le sexisme. Elle a également travaillé avec la compagnie La Mesa Feliz sur leur création intitulée Bonnes. Par ailleurs, Shane anime des ateliers d’écriture pour différents publics, y compris des détenus et des enfants, ce qui enrichit sa pratique d’écriture théâtrale et littéraire.

## Œuvre

### Nouvelle
- Toni, la fille, publié dans le recueil Noir, Buchet-Chastel, mars 2020, 313 pages,  (ISBN 978-2-283-03400-2)

### Romans
- Toni tout court, P.O.L, janvier 2021, 160 pages,  (ISBN 978-2-8180-5219-8)
- Aimez Gil, P.O.L, août 2024, 368 pages,  (ISBN 978-2-8180-5981-4)

### Théâtre
- Le Combat du Siècle n’a pas eu lieu, co-écrit et mis en scène par Juliette Fribourg. Pièce jouée à la MC93 le 4 juin 2022[24] puis dans différentes salles à Paris et au Havre.
- Bonnes, co-écrit et mis en scène par Louise Herrero, Pièce jouée au théâtre Sylvia Monfort du 17 au 18 octobre 2024 dans le cadre du festival Fragments[25].